# 158589 Snodgrass
158589 Snodgrass este un asteroid din centura principală de asteroizi.

## Descriere
158589 Snodgrass este un asteroid din centura principală de asteroizi. A fost descoperit pe 23 iunie 2002 la La Palma de A. Fitzsimmons și S. Collander-Brown. Asteroidul prezintă o orbită caracterizată de o semiaxă mare de 3,11 ua, o excentricitate de 0,17 și o înclinație de 9,3° în raport cu ecliptica.